# Печ (футбольний клуб)
Футбольний клуб «Печ» (угор. Pécsi Mecsek Futball Club) — угорський футбольний клуб з однойменного міста, заснований у 1950 році. Виступає у Третій лізі. Домашні матчі приймає на стадіоні «ПМФК», місткістю 10 000 глядачів.

## Досягнення
- Чемпіонат Угорщини
  - Срібний призер (1): 1985–86
  - Бронзовий призер (1): 1990–91
- Друга ліга
  - Чемпіон (4): 1958–59, 1976–77, 2002–03, 2010–11
- Кубок Угорщини
  - Володар (1): 1989–90
  - Фіналіст (2): 1977–78, 1986–87.